# Gian Stefano Milani
Gian Stefano Milani (Caravaggio, 9 luglio 1947) è un politico italiano.

## Biografia
Socialista lombardiano, è stato assessore comunale nella giunta milanese di Carlo Tognoli dal 1980 al 1987 e parlamentare alla Camera dei deputati nella X legislatura dal 1987 al 1992. All'interno del suo partito fu esponente della corrente "anti-craxiana".
Nell'aprile 1993, durante l'inchiesta Mani pulite, venne arrestato con l'accusa di corruzione e finanziamento illecito ai partiti. Il 9 luglio 2015 gli è stato revocato il vitalizio, insieme ad altri nove ex deputati e otto ex senatori.